# Goryeo
Dynastiet Goryeo (hangul: 고려, hanja: 高麗, rr: Goryeo, mr: Koryŏ) var et koreansk kongedømme, som blev etableret i 918 af kejser Taejo. Goryeo erobrede de tre koreanske kongedømmer Silla, Hubaekje og Hugoguryeo og forenede disse i 936. Goryeo udvidede de koreanske grænser nord over til Wonsan i nordøst (936–943) og til Yalufloden (993). I 1374 bestod landet af det meste af Koreahalvøen. I 1392 blev Goryeo afløst af et andet koreansk dynasti, Joseon.
To af Goryeo-periodens mest kendte produkter er celadonporcelæn og Tripitaka Koreana - buddhisttekstene (Tripitaka) skåret ind i vel 80.000 træblokke og lagret i Haeinsatemplet. Goryeo producerede også verdens første metalbaserede løse trykketyper i 1234, den ældste bevarede bog lavet med de løse metaltyper, Jikji, er fra 1377.
I 668 erobrede Silla Baekje og Goguryeo i en alliance med Tang-Kina, men sent i 800-tallet blev kongedømmet ustabilt med monarker uden ideer og visioner, som blev stærkt påvirkede af indflydelsesrige politikere. Til sidst gjorde Gyeon Hwon oprør i 900, i regionen Jeolla og etablerede Hubaekje. Året efter var det Gung Yes tur, og oprøret i de nordlige regioner blev til kongedømmet Hugoguryeo (Taebong). En af regionens adelsmænds sønner, Wang Geon, blev general i Hugoguryeo.
Taebong faldt, da Wang Geon gjorde oprør og dræbte den tyranniske Gung Ye i 918, Wang Geon blev indsat som ny konge, og Kongedømmet Goryeo blev proklameret. Det fortsat ustabile Silla havde ikke noget at stille op og overgav sig til Goryeo i 935. I 936 overgav Hubaekje sig til Goryeo og dette lagde grundlaget for det moderne kongedømme Goryeo og kongehuset Wang, som skulle dominere Koreahalvøen de næste 474 år. Dette var første gang de ulige koreanske monarkier på halvøen var blevet samlet.
I 1300-tallet var også Goryeo blevet ustabilt dels under indflydelse fra Yuan-Kina. Goryeo-kongen Gongmin formåede at slå mongolernes angreb tilbage, men Goryeo-general Yi Seonggye gjorde oprør og væltede den sidste af Goryeo-kongerne, kong Gongyang i 1392.
Navnet "Goryeo" er afledt af "Goguryeo", et af de historiske kongedømmer i Korea, som ændrede navn til "Goryeo" under kong Jangsu i 400-tallet. "Korea" er afledt fra "Goryeo".

## Historie

### Baggrund
Silla var nær ved at forene hele Koreahalvøen efter sejren over Goguryeo i 668, men en Gogoryeo-generalen, Dae Jo-yeong etablerede i 696 kongedømmet Balhae i halvøens nordlige del. De to kongedømmer eksisterede side om side som Nord–Syd staternes tid i Korea fra 698 til 926. Silla blev med tiden svækket og den centrale kongemagt mistede kontrollen over de lokale ledere mod slutningen af 800-tallet. Landet gik ind i en periode med borgerkrig og oprør ledet af Gung Ye, Gi Hwon, Yang Gil og Gyeon Hwon.
Gung Ye etablerede Hugoguryeo (senere Majin og Taebong), mens Gyeon Hwon etablerede Hubaekje. Sammen med det svage Silla udgjorde disse tre kongedømmer det, som er kendt som perioden for De senere tre kongedømmer eller Husamguk.

### Grundlæggelse
Wang Geon, efterkommer efter en handelsfamilie fra Songdo (dagens Kaesong), sluttet sig til Taebong men væltede senere Gung Ye og etablerede kongedømmet Goryeo og det nye kongehus i 918.
Goryeo etablerede en Silla-venlig og Hubaekje-fjendtlig holdning i perioden for de senere tre kongedømmer, men i 927, blev Goryeo slået af Hubaekje i dagens Daegu. Wang Geon mistede flere af sine mest loyale støtter i slaget. De næste tre år dominerede Hubaekje de tre kongedømmer, men efter et slag ved Andong i 930 tabte Hubaekje, og dermed meget af sin nyvundne magt.
Perioden senere tre kongedømmer sluttede ved, at Goryeo annekterede Silla i 935 og slog Hubaekje militært i 936. Wang Geon flyttede hovedstaden til hjembyen Gaegyeong og herskede over Koreahalvøen som den første kejser af Goryeo. Wang Geon giftede sig med en datter fra kongefamilien, som havde hersket over Silla, og lod de fleste adelsmænd beholde deres jord. Selv om Wang Geon regerede den forenede nation blot syv år før, han døde, og hans egen søn overtog magten, blev tronfølgeren ikke udfordret.

### Politisk struktur
Goryeo-hoffet beskrev sin egen nation som et kejserdømme, ikke som et kongedømme. Hovedstaden Gaegyeong (hangul: 개경，hanja: 開京,) blev kaldt for "kejserlig hovedstad" (hangul: 황도, hanja: 皇都) og kongepaladset for "kejserpalads" (hangul: 황성, hanja: 皇城). Nationen udviklede et system med flere hovedstæder: Gaegyeong som vigtigste hovedstad og Seogyeong (hangul: 서경, hanja: 西京) (dagens Pyongyang), Namgyeong (hangul: 남경, hanja: 南京) (dagens Seoul) og Donggyeong (hangul: 동경, hanja: 東京) (dagens Gyeongju) som underordnede hovedstæder. Brugen af tegnet "京" indikerer, at Goryeo internt fungerede som et kejserdømme eller imperium.
Terminologi som "Deres kejserlige majestæt" (hangul: 성상, hanja: 聖上), "kejserinde" (hangul: 황후, hanja: 皇后) "kejserlig kronprins" (hangul: 태자, hanja: 太子), "kejser-enke" (hangul: 태후, hanja: 太后), og "kejserlig ordre" (詔 eller 勅) tyder på, at Goryeo havde etableret et sådant system. Men Goryeo benyttede ikke kejsertitler, når man skulle begrave egne herskere ("kejser", hangul: 황제, hanja: 皇帝). I stedet benyttede man titlen "store konge" (hangul: 대왕, hanja: 大王) som posthumt navn på begravede Goryeomonarker. Desuden blev der benyttet "tempelnavn" som Taejo (hangul: 태조, hanja: 太祖); dette blev ikke praktiseret i andre kongedømmer. Imperietitler, som kejser eller "Haedongkejser" (hangul: 해동천자, hanja: 海東天子, oversat søn af himlen hersker i landet øst for havet) blev også benyttet.
Efter mongolinvasionerne blev alle disse titler forbudt af de mongolske herskere, og Goryeomonarkerne blev tvungne til at inkludere tegnet "忠" (hangul: 충, romanisering: chung), som betyder "lojal" i deres posthume navn. Dette er grunden til, at alle monarker efter Wonjong har tegnet "忠" i deres posthume navn indtil kong Gongmin. Efter som mongolernes magt blev svækket, valgte de koreanske monarker at droppe "忠", men kunne fortsat ikke genetablere brugen af tempelnavne.
For at styrke den centrale kongemagt etablerede Gwangjong, rigets fjerde monark, en række love, som inkluderede frigivning af slaver i 958, en anden som etablerede en eksamen for ansættelse til offentlige stillinger. For at få magt internationalt, proklamerede Gwangjong Goryeo som et imperium, uafhængig af alle andre nationer.
Femte monark Gyeongjong, lancerede en jordreform, Jeonsigwa (hangul: 전시과, hanja: 田柴科) og hans efterkommer Seongjong af Goryeo udnævnte embedsmænd i landets distrikter, embeder som tidligere var gået i arv. Mellem 993 og 1019, hærgede Goryeo-Khitan krigene langs den nordlige grænse.
Rigets 11. monark, Munjong af Goryeo, sørgede for, at centralmyndigheden fik fuld kontrol over de lokale herskere rundt om i landet. Munjong og senere monarker lagde stærk vægt på den civile kontrol over militærvæsenet.

### Khitan-invasionerne og angrebene mod Jursjenerne
I 993 invaderede khitanerne Goryeo's nordvestlige grænse med omkring 60.000 soldater. Efter, at Seo Hui forhandlede med angriberne, trak de sig tilbage og leverede territoriet øst for Amnokelva tilbage i bytte mod, at Goryeo afviklede sin alliance med Song-Kina. Goryeo beholdt imidlertid forbindelsen med Song-Kina og styrkede sin stilling i sit nyervervede område i nord ved at bygge en ny fæstning.
I 1009 ledede Goryeo-general Gang Jo et kup mod kejser Mokjong, de dræbte monarken og etablerede et militærstyre. Året efter angreb khitanerne igen, denne gang med 400.000 soldater midt under en intern magtkamp i Goryeo. Gang Jo formåede at holde angriberne væk, indtil han selv blev dræbt, efter at have nægtet at overgive sig. Kejser Hyeonjong blev tvunget til at flygte fra hovedstaden til Naju. Khitanerne formåede imidlertid ikke at etablere et brohoved på Koreahalvøen og i frygt for et modangreb trak de sig tilbage.
I 1018 invaderede Khitanerne for tredje gang, denne gang med 100.000 soldater. General Gang Gam-chan beordrede, at Heunghaejin-floden skulle opdæmmes indtil, at fjenden begyndte at krydse den. Da fjenden var midtvejs over flodlejet, beordrede Gang dæmningen ødelagt. Vandet skyllede over fjendesoldaterne, og store dele af khitanhæren druknede. General Gang ledede der efter et massivt modangreb i Slaget ved Kwiju mod de tilbageværende soldater. Kun nogen få tusinde overlevede.
Jurchenske stammer nord for Goryeo betalte tribut til det koreanske monarki, men efterhånden voksede stammerne sig stærke og samlede sig under Wanyan. Små grænseovertrædelser endte til sidst i en invasion. Samtidig, i 1087, blev første udgave af Tripitaka Koreana gjort færdig efter mange års arbejde.
I 1107 ledede general Yun Gwan en nyetableret hær på 17.000 soldater (Byeolmuban) i et angreb på jurchenerne. Krigen varede i flere år og jurchenerne blev til sidst slået tilbage og overgav sig til Yun Gwan. For at markere sejren byggede general Yun ni fæstninger nordøst for den goryeo-jursjenske grænse (Hangul:동북 9성, Hanja:東北九城). Året efter fik general Yun ordre om at trække sine styrker tilbage af den nye Goryeo-monark, kejser Yejong. Efter intern magtkamp mellem ulige fraktioner i goryeo-hoffet blev forterne til sidst overdragne til jurchenerne, og Yun blev afsat og fængslet. I 1110 blev han sat fri og tilbudt at vende tilbage til sin stilling som general, hvilket han afslog. Han drog tilbage til hjembyen og døde der året efter. Der efter erobrede jurchenerne det kinesiske Liao-dynasti og etablerede sit eget jurchenerdynasti. Goryeoriget blev mere isoleret efter. at en mistet al handel med Song-Kina og blev med tiden svækket.

### Magtkamp
Huset Yi af Inju (인주 이씨, 仁州李氏) sørgede for ægtefæller til kejserne fra og med Munjong til og med den 17. kejser, Injong. Yi fik med dette øget indflydelse, endog mere end monarken selv. Dette førte frem til kuppet gennemført af Yi Ja-gyeom i 1126. Kuppet mislykkedes, men monarkens magt blev svækket. Indad i adelsskabet udviklede der sig en borgerkrig.
I 1135 argumenterede Myo Cheong for at flytte hovedstaden til Seogyeong (dagens P'yŏngyang). Forslaget delte adelsskabet i to. En fraktion, ledet af Myo Cheong, ville flytte hovedstaden til Pyongyang og ekspandere riget ind i Manchuriet. Den andre fraktion, ledet af Kim Bu-sik (forfatter af Samguk Sagi), ville beholde status quo. Myo Cheong mislykkedes i at overtale kejseren og gjorde derfor oprør mod centralmyndighederne og proklamerede et eget monarki, Daebang. Det blev ved forsøget, oprøret blev slået ned af general Kim Bu-sik, og Myo Cheong blev dræbt.

### Militærregime
I 1170 gennemførte en gruppe militære officerer et militærkup. Lederne var Jeong Jung-bu, Yi Ui-bang og Yi Go, og det lykkedes dem at tage magten i landet. Kejser Uijong blev sendt i indre eksil, og keiser Myeongjong blev placeret på tronen. Den reelle magt lå imidlertid hos kupmagerne, som brugte en elitestyrke, Tobang, for at kontrollere hoffet og kongemagten. I 1179 etablerede den unge general Gyeong Dae-seung sig som en magtfaktor, han forsøgte at genrejse monarkiets magt og slo hårdt ned på korruption.
Han døde i 1183 og blev efterfulgt af Yi Ui-min, som havde slavebaggrund. Hans hemningsløse korruption og brutalitet førte til et kup ledet af general Choe Chungheon, som dræbte Yi Ui-min og overtog magten i 1197. De næste 61 år herskede Choe-familien som militærdiktatorer, men de beholdt Goryeo-kongerne som marionetter. Choe Chungheon blev efterfulgt af sin søn, Choe U, hans barnebarn Choe Hang og hans barnebarns barn Choe Ui. Choe Chungheon tvang Myeongjong til at abdicere og fik ham erstattet med kejser Sinjong, men efter, at Sinjong døde, tvang han de næste to monarker til at holde sig væk, indtil han fandt den let påvirkelige kejser Gojong.

### Mongolinvasionerne
I 1231 invaderede Mongolerne under ledelse af Ögedei Khan Goryeo. Dette skete efter, at Goryeo og Mongulene havde sendt en fælles styrke mod khitanerne i 1219. Kongehoffet flyttede til Ganghwa i Gyeonggibugten i 1232. Militærstyrets leder, Choe U (최우), insisterede på at slå tilbage. Goryeo holdt angriberne væk i 30 år, før de måtte bede om fred i 1259.
Mellem 1231 og 1259 gennemførte mongolerne en militær kampagne, som resulterede i store ødelæggelser i Gyeongsang og Jeolla. Kampagnen var inddelt i seks dele: 1231, 1232, 1235, 1238, 1247 og 1253. Mellem 1253 og gennemførte mongolerne under ledelse af Möngke Khans general Jalairtai Qorchi fire ødelæggende invasioner i det, som skulle blive den sidste og endelige sejr over Korea. Omkostningerne for det civile samfund på Koreahalvøen var enorme.
I befolkningen var der stor modstand mod de nye herrer, og det kongelige hof på Ganghwa forsøgte at styrke befæstningerne. Selv om Goryeo-hæren vandt flere slag, kunne man til sidst ikke modstå de mange invasionsforsøg. Invasionerne var ødelæggende både materielt og menneskeligt, ikke bare direkte men også indirekte ved, at landet blev ramt af madmangel. I 1236 beordrede Gojong, at Tripitaka Koreana skulle laves på ny efter, at den var ødelagt under invasionen i 1232. Det tog 15 år at genskabe de 81.000 træblokke med buddhist-skrifter. Denne version eksisterer den dag i dag. I marts 1258 blev Choe Ui dræbt af Kim Jun, og med ham også militærdiktaturet. De lærde, som havde insisteret på fred med mongolerne, fik ny magt. De fik sendt en udsending til mongolerne som indgik en fredsaftale med Mongolriget. Nogen af de militære nægtede at være med på en sådan aftale og samlede sig i det tre år lange Sambyeolcho-oprør på øen Jeju.
Fredsaftalen gav Goryeo sin selvstændighed tilbage, og landet beholdt sin traditionelle kultur, mongolerne havde ingen planer om at kontrollere Goryeo. Mongolerne annekterede de nordlige dele af Koreahalvøen efter invasioner og lagde dem under deres eget rige. Efter fredsaftalen med Goryeo, planlagde Mongolriget at erobre Japan sammen med Goryeo. I 1274 og 1281 blev der gennemført to invasionsforsøg af Japan, men mislykkedes på grund af uvejr (kaldet for kamikaze )og stærk militær modstand.
Goryeo startede 80 år med suverænitet til Mongolriget, et forhold som blev styrket ved ægteskabsindgåelser mellem de to staters kongefamilier. Goryeo-kongerne fik en vigtig status modsvarende blandt andet Mardin, Uighurerne og Mongolerne (Oirater, Hongirat og Ikeres). Det er hevdet at en av Goryeomonarkene var et kjært barnebarn av Kublai-khan. Mongolerne var aktivt engagerede i Goryeo-hoffets aktiviteter. De havde fortsat magt, blandt andet til at sende den koreanske monark i eksil, og havde desuden egne troppestyrker stående i hovedstaden, tropper som fulgte de mongolske dronninger til deres nye ægtemænd i Goryeo.
Kongedømmet Goryeo og kongehuset levede under mongolsk indflydelse indtil kong Gongmin begyndte med sine modangreb mod de mongolske garnisoner i 1350. I løbet af tiåret havde Goryeo genvundet det meste af sine tabte områder i nord.
Blandt de mest frugtbare aspekter ved mongolrigets indflydelse var den kulturelle udveksling og den voksende internationale handel mellem øst og vest. Blandt de fordele, som koreanerne fik under indflydelse af et verdensrige, var ny kundskab om kartografi og pottemageri.
Den høje militære aktivitet, særlig i forbindelse med Sambyolcho-oprøret på Jeju og ellers i det sydlige Korea, samt overvågenhed hos det japanske Kamakura-shōgunat, gjorde det stadig vanskeligere for Wokou-pirater at gennemføre angreb i Korea. Dette var situationen helt frem til 1350, da mongolerne var udsatte for flere kinesiske oprør.

### Den sidste reform
Kong Gongmin kom til magten som en stat under stærk indflydelse af det mongolske Yuan-Kina. Han blev tvunget til et langt ophold ved Yuan-hoffet, fra 1341 i realiteten som en fange, før han blev koreansk konge. Han giftede sig med den mongolske prinsesse Noguk. Men mod midten af 1300-tallet blev Yuan-Kina ustabilt og blev erstattet af Ming-Kina i 1368. Kong Gongmin begyndte der efter sit reformarbejde i statsadministrationen samt for at fjerne den mongolske indflydelse over landet.
Først fjernede han alle pro-mongolske aristokrater og officerer. Der efter gik han til angreb på gammelt koreansk territorium: Mongolriget havde annekteret Goryeos nordlige provinser efter invasionerne og indlemmede disse i sit eget rige som præfekturerne Ssangseong (쌍성총관부, 雙城摠管府) og Dongnyeong (동녕부, 東寧府). Goryeohæren formåede at generobre områderne, dels efter at en koreansk tjenestemand i mongolenes tjeneste i Ssangseong, Yi Ja-chun og hans søn, Yi Seong-gye hoppede af til Goryeo.
Efter, at Gongmins kone, Noguk, døde i 1365, blev han deprimeret. Mod slutningen blev han ineffektiv og overlod det meste af statsstyrelsen til buddhistmunken Shin Don (신돈, 辛旽). Shin Don mistede sin position seks år senere. Gongmin blev dræbt af Choe Man-saeng (최만생) og andre i 1374. En af disse, Hong Ryun, havde haft et forhold til en af Gongmins konkubiner, og Gongmin havde haft planer om at dræbe Hong Ryun, men nåede det ikke, før han selv blev dræbt.
Yi In-im overtog statsledelsen, og udnævnte Gongmins 11 år gamle søn, U til ny konge. For Goryeo var dette begyndelsen på enden.

### Kongedømmets opløsning
U overtog som Goryeo-konge i 1388. General Choe Yeong planlagde at invadere området som i dag er det kinesiske Liaoning. Kong U gav ansvaret til general Yi Seong-gye, men på vej nord over til den koreansk-kinesiske grænsen gjorde han oprør. Han vendte styrkerne sydover og førte dem mod Goryeo-hovedstaden, dagens Gaegyeong, hvor han gennemførte et kup og afsatte kong U til fordel for hans søn, kong Chang i 1388. Året efter dræbte han kong U og hans søn efter en mislykket resturation. Yi tvang en anden kongelig til at tage tronen, også han hed Yi og blev kong Gongyang. I 1392 fik general Yi Jeong Mong-ju, en højt respekteret leder af en gruppe loyal til Goryeo dræbt, der efter blev kong Gongyang afsat og sendt i eksil til Wonju, der efter Samcheok, hvor han døde. Kongedømmet Goryeo var ved vejs ende.

## Forbindelser med udlandet
På 900-tallet forsøgte khitanerne ved mindst to anledninger at etablere diplomatiske relationer med Goryeo. I 942 sendte khitanernes hersker, Taizu diplomater med en gave på 50 kameler til Goryeo, men Taejo afviste de, sultede kamelerne til døde og sendte diplomaterne i eksil.
Goryeo havde beholdt forbindelsen med de fleste af de de fem dynastier og sydlige monarkier i Kina. I 962 blev formelle relationer oprettede med Song-dynastiet. Forbindelserne her var tætte og det blev etableret flere diplomatiske stationer. Disse blev imidlertid ødelagt af dynastierne Liao og Jin.
Efter 30 år med fred invaderede khitanerne Goryeo. Invasionen mislykkedes, og efter to nye invasionsforsøg, som heller ikke lykkedes, herskede der fred i Østasien i henved 100 år. Munjong styrkede forbindelsen med Liao og Song.
I 1102 truede jurchenerne (Jin-dynastiet) med at invadere Goryeo. Efter, at Jin blev enige om at etablere et tributforhold til Goryeo, fortsatte freden, og Jin invaderede aldrig Goryeo.
Spændingerne fortsatte imidlertid gennem 1100-tallet og ind i 1200-tallet, da mongolinvasionerne startede. Efter en serie med slag, kapitulerede Goryeo til Mongolriget.

## Økonomi

### Næringsliv
I Goryeo var handel udbredt. I begyndelsen af perioden var vigtigste havneby, Byeokrando, blandt andet fordi den lå nærmest hovedstaden. Blandt handelsvarerne var:
| # | Land           | Import                                                   | Eksport                                           |  |
| 1 | Song-dynastiet | Silke, perler, te, krydder, medicin, bøger, instrumenter | Guld og sølv, ginseng, marmor, papir, blæk        |  |
| 2 | Liao-dynastiet | Heste, får, lavkvalitets silke                           | Moneraler, bomuld, marmor, blæk og papir, ginseng |  |
| 3 | Jursjenerne    | Guld, heste, våben                                       | Sølv, bomuld, silke                               |  |
| 4 | Japan          | Kviksølv, mineraler                                      | Ginseng, bøger                                    |  |
| 5 | Abbasiderne    | Kviksølv, krydderier, stødtænder                         | Guld og sølv                                      |  |

## Samfund

### Adelskabet
Under Goryeo var adelskabet inddelt i seks klasser.
- Gukgong (국공, 國公), Hertug af nationen
- Gungong (군공, 郡公), Hertug af et amt
- Hyeonhu (현후, 縣侯), Marki af en by
- Hyeonbaek (현백, 縣伯), Greve af en by
- Gaegukja (개국자, 開國子), Vicomte af en by
- Hyeonnam (현남, 縣男), Baron af en by

Titlen Taeja (hangul: 태자, hanja: 太子) blev givet til kejserens sønner. I de fleste andre østasiatiske lande betyder titlen kronprins. Den er lig Chinwang (hangul: 친왕, hanja: 親王) i Kejserdømmet Korea.

### Religion

#### Konfucianisme
Kejser Gwangjong etablerede en national eksamen for statstjenestemænd. Kejser Seongjong var en nøglefigur for at etablere konfucianismen i Korea. Seongjong etablerede Gukjagam, landets øverste uddannelsesinstitution. Til dette kom etableringen af Seonggyungwan i 1398.

#### Buddhisme
Buddhisme i middelalderens Korea udviklede sig med støtte fra staten.
Til at begynde med blev de nye Son-skoler ansete som radikale og farlige, og skolernes grundlæggere mødte betydelig modstand og blev undertrykte af Gyo-skolen, som blev støttet af kongens hof. De kampe, der fulgte, fortsatte i det meste af Goryeo-perioden, men efterhånden vandt Seon overtag som værende i besiddelse af den sande vej til oplysning. Den holdning, der generelt slog igennem i de senere Seon-skoler, skyldes i vid udstrækning indsatsen, Jinul, ikke havde krav på klar overlegenhed over for Seons meditationsmetoder, men snarere erklærede den iboende enhed og ligheder mellem Seon og Gyos synspunkter. Selv om alle disse skoler er nævnt i historiske optegnelser, blev mod slutningen af dynastiet Seon dominerende i sin indvirkning på regeringen og samfundet, og produktionen af bemærkelsesværdige forskere og adepter. I Goryeo-perioden blev Seon udpræget en "statsreligion", modtog omfattende støtte og privilegier gennem forbindelser med den herskende familie og magtfulde medlemmer af domstolen.
Selv om de fleste af de skolastiske skoler aftog i aktivitet og indflydelse i denne periode under indtryk af væksten i Seon, var Hwaeom-skolen fortsat en livlig kilde til stipendium godt ind i Goryeo, meget af det fortsatte arven af Uisang og Wonhyo. Især arbejdet med Gyunyeo (均 如; 923-973) forberedt til forening af Hwaeom og Seon, med Hwaeoms imødekommende holdning til sidstnævnte. Gyunyeos værker er en vigtig kilde til at identificere den særprægede natur af koreansk Hwaeom.
En anden vigtig fortaler for forening af Seon og Gyo var Uicheon. Lige som de fleste andre tidlige Goryeo-munke begyndte han sine studier i buddhismen med Hwaeom skole. Han senere rejste til Kina, og ved hans tilbagevenden, bekendtgjort aktivt Cheontae (天台 宗, eller Tiantai på kinesisk, lære, der blev anerkendt som en anden Seon-skole. Denne periode blev således beskrevet som tiden for "fem doktrinære og to meditational skoler" (ogyo yangjong). Uicheon selv forblev dog fremmedgjort for mange Seon-tilhængere, og han døde i en forholdsvis ung alder uden at se en Seon-Gyo forening gennemført.
Den vigtigste figur i Seon i Goryeo var Jinul (知 訥, 1158-1210). I sin tid var sangha i en krise med hensyn til ydre fremtoning og interne spørgsmål om doktriner. Buddhismen var efterhånden blevet inficeret med sekulære tendenser og tiltag, så som spådomme og tilbud om bønner og ritualer som hjælpemidler til succes i det verdslige liv. Denne form for korruption resulterede i et stadigt større antal munke og nonner med tvivlsomme motiver. Derfor blev korrektion, genoplivning og forbedring af kvaliteten af buddhismen fremtrædende spørgsmål for buddhistiske ledere i perioden.
Jinul forsøgte at etablere en ny bevægelse indenfor koreansk Seon, som han kaldte "Samadhi og Prajna samfund", hvis mål var at etablere et nyt fællesskab af disciplinerede, renttænkende praktikere dybt inde i bjergene. Han nåede til sidst denne mission med grundlæggelsen af Seonggwangsa-klosteret på Mt. Jogye (曹溪 山). Jinuls værker er kendetegnede ved en grundig analyse og omformulering af metoderne for Seons studie og praksis. Et stort problem, der længe havde gæret i kinesisk Seon, og som fik særlig opmærksomhed fra Jinul, var forholdet mellem "gradvis" og "pludselige" metoder i praksis og oplysning. Tegning på forskellige kinesiske behandlinger af dette emne, vigtigst dem ved at Zongmi (780-841), og Dahui (大 慧, 1089-1163), Jinul skabte en "pludselig oplysning efterfulgt af en gradvis praksis"-dictum, som han skitserede i et par relativt kortfattede og tilgængelige tekster. Fra Dahui indarbejdede Jinul også gwanhwa (觀 話)-metoden i hans praksis. Denne form for meditation er den vigtigste metode, der undervises i i koreansk Seon i dag. Jinuls filosofiske opløsning af Seon-Gyo-konflikten bragte en dyb og varig indflydelse på koreansk buddhisme.
Den generelle tendens i buddhismen i sidste halvdel af Goryeo-tiden var en tilbagegang på grund af korruption, og fremkomsten af stærke anti-buddhistiske politiske og filosofiske følelser. Imidlertid skulle periode med relativ dekadence alligevel producere nogle af Koreas mest berømte Seon-mestre. Tre vigtige munke fra denne periode, der fik en fremtrædende plads i udformningen af den fremtidige kurs for koreansk Seon, var jævnaldrende og venner: Gyeonghan Baeg'un (景 閑 白雲, 1298-1374), Taego Bou (太古 普 愚, 1301-1382) og Naong Hyegeun (懶 翁慧勤, 1320-1376). Alle tre rejste til Yuan-Kina for at lære Linji (臨濟 eller Imje på koreansk) gwanhwa undervisning, der var blevet populariseret af Jinul. Alle tre vendte tilbage og etablerede de skarpe, konfronterende fremgangsmåder fra Imje-skolen i deres egen undervisning. Hver af de tre siges også at have haft hundredvis af disciple således, at denne nye infusion i koreansk Seon fik en betydelig indvirkning. Trods Imje-indflydelsen, som generelt blev anset for at være anti-videnskabelig karakter, viste Gyeonghan og Naong, under indflydelse af Jinul og den traditionelle tong bulgyo-tendens, en usædvanlig interesse for undersøgelse af skrifterne, og en stærk forståelse af konfucianismen og taoisme, på grund af den stigende indflydelse fra kinesisk filosofi som grundlag for officielle uddannelse. Fra denne tid var der en markant tendens blandt koreanske buddhistiske munke til at optræde som eksponenter for "de tre lærdomme".
En væsentlig historisk begivenhed under Goryeo-perioden er produktionen af den første træklods-udgave af Tripitaka, kaldet Tripitaka Koreana. To udgaver blev foretaget, den første udført 1210-1231, og den anden fra 1214 til 1259. Den første udgave blev ødelagt i en brand under et angreb af mongolske angribere i 1232, men den anden udgave eksisterer stadig på Haeinsa i Gyeongsang provinsen. Denne udgave af Tripitaka var af høj kvalitet og tjente som standardversion af Tripitaka i Østasien i næsten 700 år.

## Kultur

### Tripitaka Koreana
Tripitaka Koreana (팔만대장경) er en Tripitaka, som består af over 80.000 buddhistskrifter, lagrede i templet Haeinsa i Syd-Gyeongsang. Teksterne blev produceret i 1251 efter ordre fra kong Gojong, som håbede, at de skulle bidrage til at bekæmpe de mongolske invasioner.

### Kunst

#### Goryeo celadon
Goryeo-keramikken er anset som noget af det bedste småskalaarbejde i koreansk historie.
Gennemgående mønstre, bladmønstre, geometriske mønstre, eller bånd med blomsterhoveder, ellipsepaneler, stiliserede fisk og insekter og brug af indgraveringer startede i denne periode. Glasuren varierede med nuancer af celadon, fra brunagtig glasur til næsten sort, benyttet i stengods og til opbevaring. Celadonglasur kunne være næsten gennemsigtig for at vise sorte og hvide indlæg.
Den mest almindelige form var bredskuldrede flasker, større og mindre skåle i et lavt design, rigt udsmykkede kosmetikæsker i celadon små ornamenterede kopper. Buddhist-potterierne producerede desuden melon-formede vaser, krysantemumbægre ofte med spektakulært design med blomsterhoveder. Skåle med indbøjet top er også fundet. Vinbægre havde ofte høj stilk som hvilede på en tallerkenformet fod.

## Teknologi
I 1234 blev verdens første løse typer i metal opfundet af Choe Yun-ui. Sangjeong Gogeum Yemun blev trykt med disse typer i 1234. Koreansk teknologi gjorde et stort spring i Goryeo-perioden og stærke forbindelser til Song-Kina bidrog til dette. I denne periode blev også koreansk keramik og papir udviklede og producerede.
Sent i perioden var Goryeo ledende indenfor artilleri placeret på skibe. I 1356 startede et forsøg med projektiler i træ og metal, skudt ud ved hjælp af krudt. I 1373 forsøgte en at udvikle brandbomber placerede på pile skudt ud fra en platform, som en tidlig form for Hwach placeret på koreanske krigsskibe. Udviklingen fortsatte ind i Joseon-perioden og ved 1410 havde over 160 koreanske krigsskibe kanoner af denne type om bord. En af middelalderens koreanske opfindere, militære ledere og videnskabsmænd, Choe Mu-seon, var den som først indførte krudt til landet. Han opfandt flere krudtbaserede våben.